# جامع سيدي عقبة (سبيبة)
جامع سيدي عقبة  هو معلم أثري تونسي مصنف من قبل المعهد الوطني للتراث يقع في ولاية القصرين في الجنوب الغربي التونسي، تحديدا في مدينة سبيبة تم تصنيف المعلم في يوم 8 ماي 1895
.